# Кансакаб
Кансакаб (исп. Cansahcab) — посёлок в Мексике, штат Юкатан, входит в состав одноимённого муниципалитета и является его административным центром. Численность населения, по данным переписи 2010 года, составила 4293 человека.

## Общие сведения
Название Cansahcab с майяского языка можно перевести как место четырёх пещер.
Поселение было основано в XV веке, а первое упоминание относится к 1700 году, когда донья Бантулия Соса де Риверо упомянула о 250 проживающих здесь индейцах.